# Selección de baloncesto de Timor Oriental

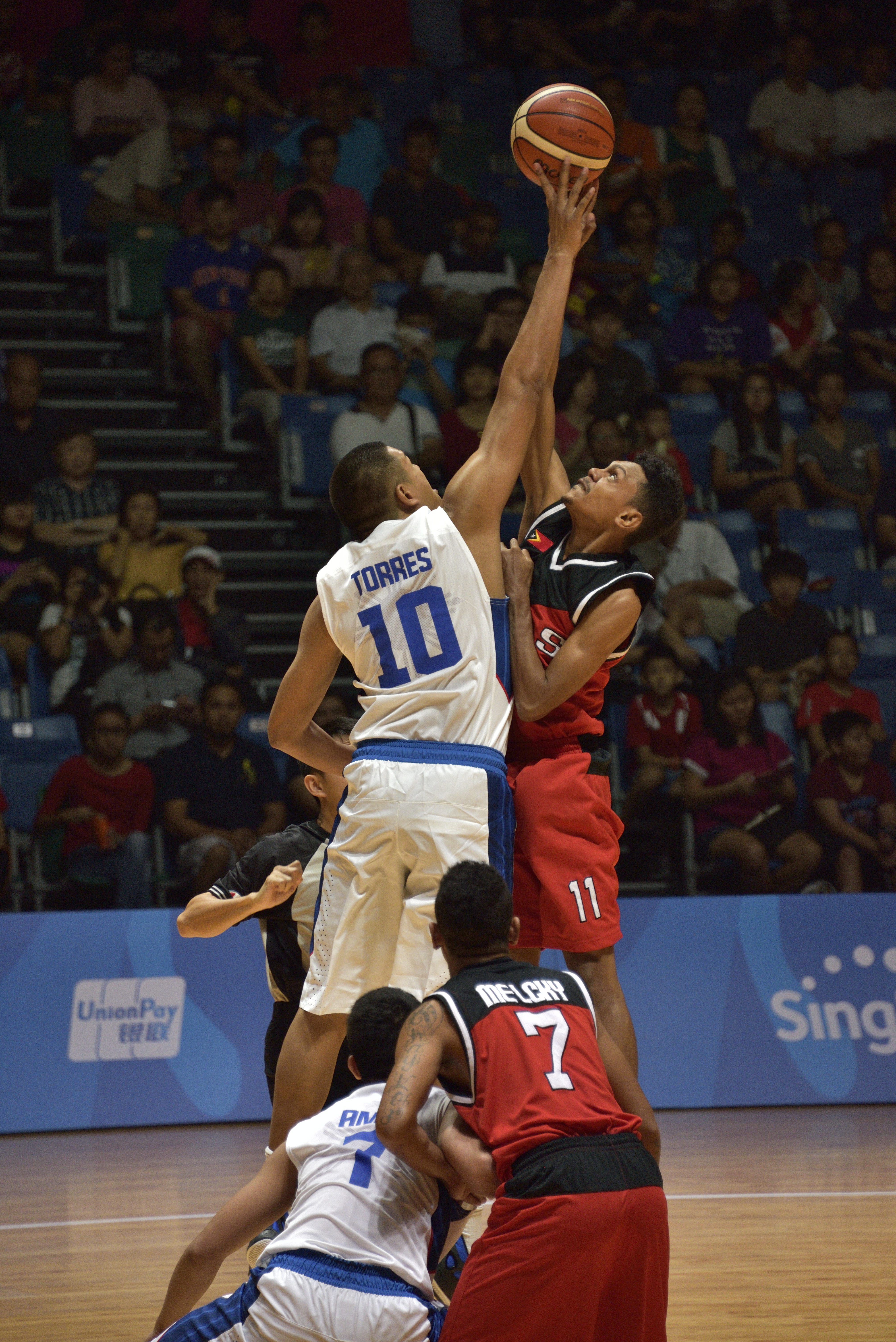
El filipino Norberto Brian Torres (izquierda) ante Paulo das Dores (derecha) en el partido del en los Juegos del Sureste de Asia.

La selección de baloncesto de Timor Oriental es el equipo formado por jugadores de nacionalidad timorense que representa a la Federación Nacional de Baloncesto de Timor Oriental en las competiciones internacionales organizadas por la Federación Internacional de Baloncesto (FIBA) o el Comité Olímpico Internacional (COI): los Juegos Olímpicos, la Copa Mundial de Baloncesto y el Campeonato FIBA Oceanía.

## Historia
Fue fundada en el año 2005 y su primera participación en un torneo oficial fue en los Juegos de la Lusofonía de 2006 en donde perdió todos sus partidos.
En 2013 se afilia a FIBA Asia y su primer torneo como miembro de FIBA fue en los Juegos del Sudeste Asiático de 2015 en donde fue eliminada en la fase de grupos perdiendo todos los partidos.
En 2015 es reasignado a FIBA Oceanía para facilitar el desarrollo del baloncesto en el país y la participación de sus jugadores en los torneos internacionales.

## Historial

### Copa Mundial
Resultado General: No ocupa puesto
| Copa Mundial de Baloncesto |
| --- |
| - 1950: No calificó - 1954: No calificó - 1959: No calificó - 1963: No calificó - 1967: No calificó - 1970: No calificó - 1974: No calificó - 1978: No calificó - 1982: No calificó - 1986: No calificó - 1990: No calificó - 1994: No calificó - 1998: No calificó - 2002: No calificó - 2006: No calificó - 2010: No calificó - 2014: No calificó - 2019: No calificó - 2023: No calificó - 2027: TBD |

### Juegos Olímpicos
| Baloncesto en los Juegos Olímpicos |
| --- |
| - Berlín 1936: No calificó - Londres 1948: No calificó - Helsinki 1952: No calificó - Melbourne 1956: No calificó - Roma 1960: No calificó - Tokio 1964: No calificó - México 1968: No calificó - Múnich 1972: No calificó - Montreal 1976: No calificó - Moscú 1980: No calificó - Los Ángeles 1984: No calificó - Seúl 1988: No calificó - Barcelona 1992: No calificó - Atlanta 1996: No calificó - Sídney 2000: No calificó - Atenas 2004: No calificó - Pekín 2008: No calificó - Londres 2012: No calificó - Río 2016: No calificó - Tokio 2020: No calificó - París 2024: No calificó |